# Bongi Makeba
Bongi Makeba, dél-afrikai énekes, dalszerző. Miriam Makeba lánya volt. Angela Sibongile Makeba 1950-ben született, ekkor édesanyja 18 éves volt. A Bongi név a Sibongile középső rövidített változata, és azt jelenti: „Hálásak vagyunk”.
1959-ben édesanyja New Yorkban száműzetésbe került, és megtiltották neki, hogy visszatérjen Dél-Afrikába. 1960-ban Bongi csatlakozott hozzá, és barátainál maradt, amíg anyja a világot járta.
Szülés utáni szövődmények következtében 1985-ben, 34 évesen halt meg. Conakryben (Guinea) temették el.

## Lemezek
- Blow On Wind – 1980
- Miriam Makeba & Bongi – 1975